# 헌터스 프레어
《헌터스 프레어》(Hunter's Prayer)는 미국, 독일, 스페인의 조나단 모스토우 감독의 2017년 액션, 스릴러 영화이다. 샘 워싱턴 등이 주연으로 출연하였다.
영화 촬영은 잉글랜드 요크셔에서 2014년 8월 12일 시작되었다. 이 영화는 2017년 6월 9일 미국에서 사반 필름스에 의해 극장 개봉되었다.

## 출연

### 주연
- 샘 워싱턴
- 오데야 러쉬
- 엘렌 리치

### 조연
- 에이미 랜덱커
- 마틴 콤프스턴
- 베로니카 에체귀
- 제임스 코스타스
- 샘 쿨링워스
- 딘 S. 자거